# Ромовые шарики

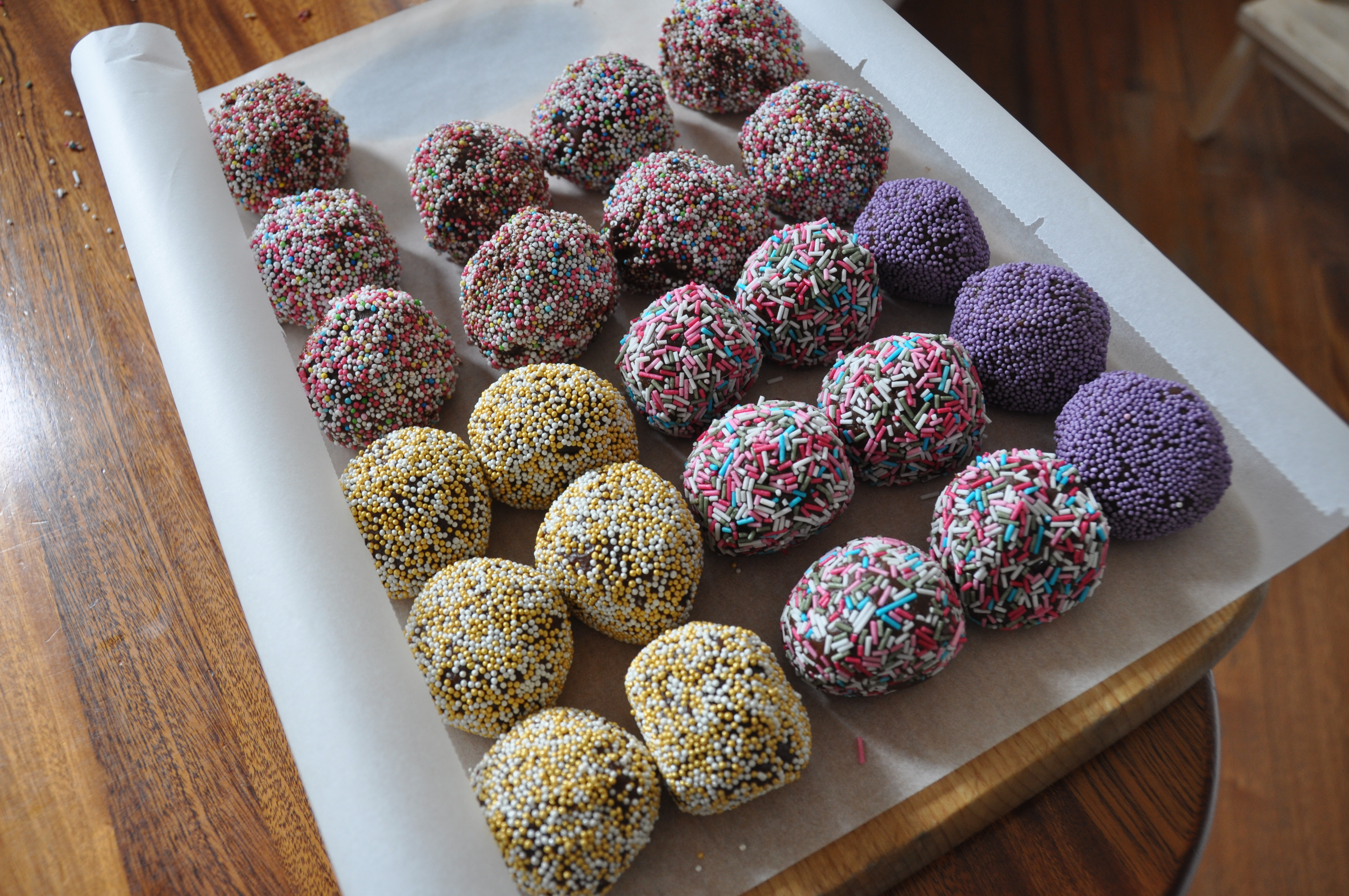
Датские ромовые шарики с разнообразной посыпкой

Ромовые шарики (дат. romkugle) — кондитерское изделие без выпечки из раскрошенного бисквита, датской выпечки или печенья, с маслом, шоколадом и ромом либо ромовой эссенцией. Размеры варьируются, от размера грецкого ореха, до мяча для гольфа или тенниса. Ромовые шарики — популярное рождественское угощение в Англии, Австралии, Канаде, Германии, Новой Зеландии, США, Австрии, Словении, Венгрии, Греции и Чехии.
В Дании их едят круглый год и в различных регионах называют romkugle, trøffel или sputnik.
В Польше, где их необязательно готовят на Рождество, ромовый шарик называют bajadera (не путать с хорватским кондитерским изделием с таким же названием).
В Венгрии их готовят похожим образом, но обычно обваливают в сахаре. Иногда в состав ромовых шариков добавляют молотый грецкий орех и изюм. Некоторые венгерские ромовые шарики готовятся с целыми вишнями, помещенными внутрь шариков, а затем обваленными в кокосовой стружке (венг. kókuszgolyó).
В Швеции готовят разновидность под названием arraksboll с алкогольным напитком наподобие рома Arrak и овсяными хлопьями.
В Германии встречаются названия Rumkugel, Punschkugel и Trüffel.

## История
По легенде, ромовые шарики придумали датские пекари. Надо было что-то делать с остатками, и хитрые пекари собрали все пирожные и торты, которые не продавались в течение дня, и смешали их с какао-порошком и ромом. Липкое тесто скатывали в шарики, украшали кокосовой стружкой или шоколадной посыпкой, а затем продавали на следующий день по низкой цене. Из-за низкой цены их особенно охотно покупали дети.
Самый большой в мире ромовый шарик был создан в датском Мейдале, 11 июня 2017 года, его вес составил 31 кг.

## Приготовление

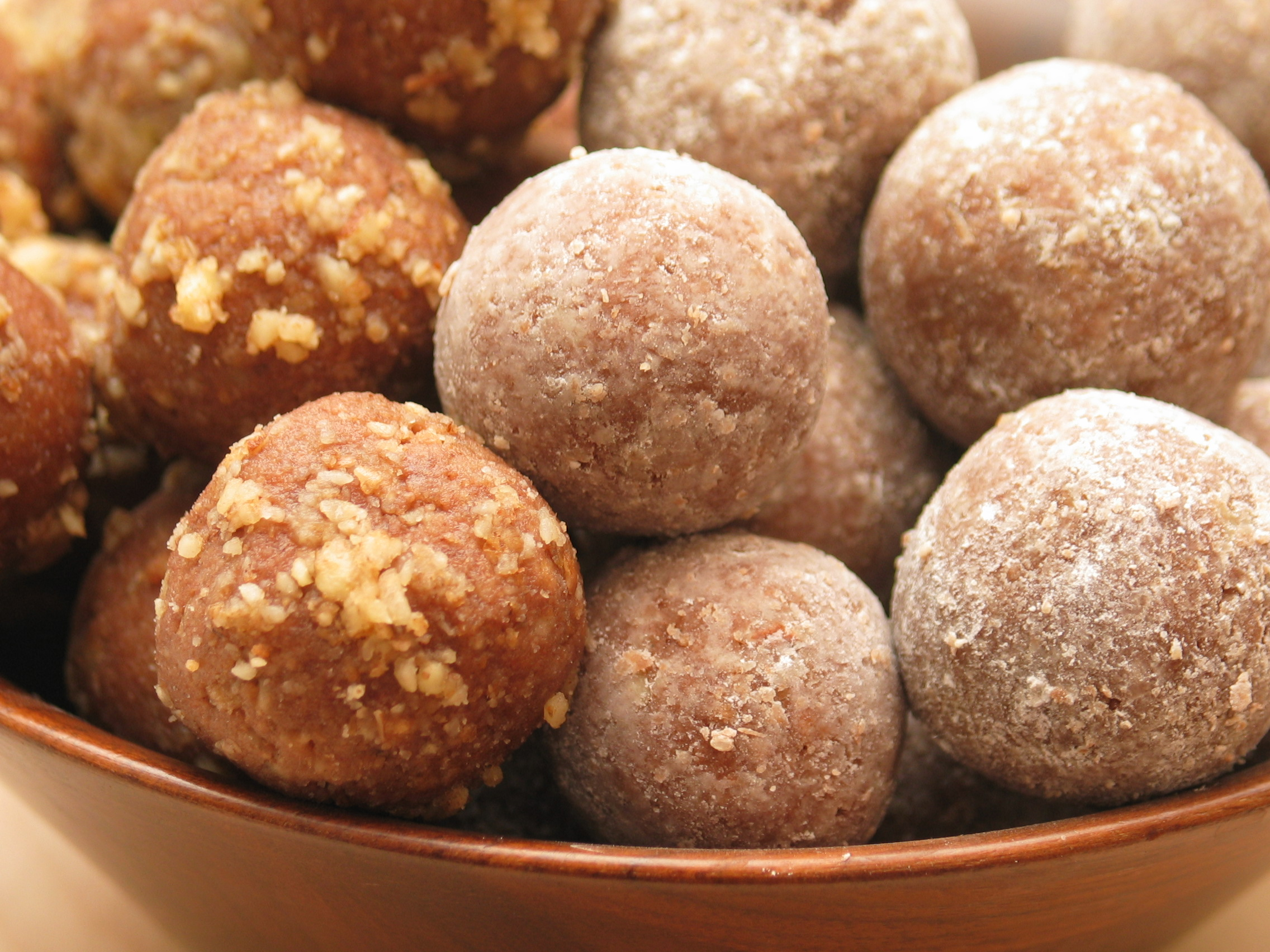
Ромовые шарики

Существует много разных способов приготовления ромовых шариков. Для приготовления ромовых шариков кекс, бисквит или печенье измельчаются и смешивается с маслом, какао, кусочками шоколада, поливаются ромом, молоком, сгущённым молоком. Также можно добавлять другие ингредиенты, такие как орехи, изюм. Массу скатывают в шарики и затем покрывают шоколадом, шоколадной стружкой, кокосовой стружкой, сахарной пудрой, или другой кондитерской посыпкой.

## См.также
- Шоколадные шарики
- Бригадейро
- Шоколадный трюфель
- Картошка (пирожное)